# Військова організація
Військо́ва організа́ція, або структу́ра збро́йних сил — узагальнена структурована ієрархія збройних сил держави, що відповідає вимогам політики національної оборони, з урахуванням військового потенціалу країни та національних військових традицій. У деяких країнах нерегулярні військові (напіввійськові) формування входять до складу збройних сил країни й можуть організаційно бути інтегровані в загальну структуру Збройних сил.

## Історія структурного розвитку збройних сил
Первісні армії не мали структури. Однак, поява держави і, як наслідок, виникнення регулярних військ, потребували деякої структури управління цими військами та визначення порядку їх бойового застосування. Форма армії — озброєння, побудова і способи застосування — визначалася рівнем технічного, економічного, культурного і військового розвитку. Однак, можливо виділити кілька загальних принципів формування структури армії, працездатних в усі епохи:
- Принцип простоти управління. Людина не здатна обробляти інформацію від великої кількості джерел. Управляти ж одночасно більш ніж п'ятьма різними частинами може тільки дуже добре підготовлений воєначальник. Тому кількість «одиниць управління» повинна бути мінімальною. В ідеалі — менше п'яти. (У військовій історії можуть бути знайдені приклади двійкової, трійкової, четверикової і, рідше, п'ятіркової і десяткової структури армії)
- Принцип максимальної різноманітності. Ситуації, які можуть бути породжені війною, непередбачувані. Тому бажано, щоб під керівництвом командира був весь спектр засобів, які можуть йому знадобитися при вирішенні першочергових завдань. (Іншими словами, слід будувати армію зі збалансованих складових, здатних діяти певною мірою автономно).
- Принцип стійкості. Одиниця управління не повинна «розвалюватися», а це може виникнути, наприклад, коли в одній групі об'єднані важка піхота (повільна) і легка кіннота (швидка).

### Армії первісних рабовласницьких держав
Особливістю армій рабовласницького суспільства була домінуюча роль легкої піхоти (характерно для осілих народів) або легкої кінноти (у кочових народів). Пов'язано це, природно, з відсутністю економічної бази для виготовлення обладунків і важкого озброєння.
Для цього періоду характерні булава і спис з кам'яним, багато рідше — мідним наконечником; мідна, пізніше — бронзова сокира, кинджал, праща. Спочатку єгиптяни застосовували бумеранг, пізніше з'являється лук, який, однак, деякий час використовується як рідкісна і екзотична «зброя масового ураження» (військова посада «начальник над луками»). На межі III і II тисячоліття до н. е. лук став звичайною зброєю, на озброєння надходить посилений лук.
Структура армії Єгипту незвичайна і, можливо, була накладенням декількох структур з різними координуючими числами (чотири, шість і десять): 6 — 40 — 60 — 100 — 400 — 600. Наступною структурною ланкою був «загін» чисельністю від 2 до 10 000 чоловік. Число загонів в армії фараона було змінним (у битві біля Кадешу — чотири).
Побудова — спочатку колонами, потім — шеренгами (до десяти). Комплектування територіальне — 1 воїн від 100 чоловіків.
У своєму розвитку армія рабовласницького типу переходить до використання захисного озброєння (дерев'яні щити) і бойових колісниць. У міру створення великих імперій, що охоплюють як осіле, так і кочове населення, тактичні одиниці ускладнюються. (В Ассирії структурна одиниця мала вигляд бойової групи в 200 чоловік піхоти, 10 вершників і п'яти колісниць. Загін налічував від двох до 10 таких груп. Координуючі числа — 5 і 10.)
Поліпшення озброєння піхоти призводить до щільніших військових строїв, які можна розглядати як зачатки фаланги.

### Армія класичної давнини. Структура фаланги
З появою обладунку, основний акцент зсувається у бік появи та розвитку важкої кінноті і важкої піхоти. Воїн в обладунках «невразливий» для легкого озброєння, тому виявилась потреба та значні зусилля для виведення його зі строю. З іншого боку, обладунки є коштовними. Їх могли дозволити собі лише багаті люди. Оскільки при формуванні армій цієї епохи воїн прибував зі своїм озброєнням (лише особливі види озброєнь — колісниці і слони могли утримуватися за державний рахунок), то армія розшаровувалася з економічної ознаки.
Більшість держав рабовласницької епохи за своєю основою були сільськогосподарськими. В землеробських державах найбагатші верстви суспільства формували важку кінноту, бідні — легку піхоту або «допоміжні війська» (веслярі на флоті). Для існування важкої піхоти потребувався значний «середній клас», тобто заможні селяни і городяни. Враховуючи зерновий характер економіки класичної Давнини, такий прошарок мав виникнути лише за умови малої родючості земель.
Серед країн Середземномор'я саме земля Греції (окрім Беотії), була недостатньо родюча, що і привело до зародження важкої піхоти і домінування цього роду військ упродовж всієї «класичної історії».
Формою застосування важкої піхоти стала фаланга — глибока лінійна побудова. Фаланга являла собою прямокутник з декількох (6-8 шеренг, іноді 10-12) списоносців, по 400—1000 осіб у шерензі. Списи у другої шеренги довші, ніж у першій, і так далі. Ця побудова бойового порядку надавала можливість зосередити на фронті фаланги списи кількох передніх шеренг, що збільшувало потужність фронтального удару фаланги в порівнянні з іншими строями. З іншого боку, подібний спосіб шикування вояків вимагав від усіх воїнів відмінного вишколу. Для пересування вперед необхідно щоб вся фаланга рухалася «в ногу», інакше військовий стрій порушувався. Про вишкіл гоплітів свідчить той факт, що вони могли атакувати фалангою з розгону.
До негативних рис фаланги відноситься мала маневреність. Поворот фаланги був надзвичайно складним і практично неможливим маневром. Фланги і тил фаланги уразливі. Крім того, фаланга могла вести бій лише на рівнинній місцевості.
Попри ці суттєві недоліки, на той історичний період, даний військовий стрій, був одним з найбільш адекватних способів структурної організації важкоозброєних бійців. В обороні він був практично нездоланний. По суті своїй фаланга повинна розглядатися як основа бойового порядку, що забезпечує його стійкість. Слабка рухливість фаланги означала, що маневрені дії покладалися на інші роди військ (так само, як і прикриття бойового порядку з флангів і тилу).
У Спарті армія складалася з шести «мор», кожна з яких складалася з чотирьох «лохосів», «лохос» — з двох-чотирьох «пентекостій», «пентекостія» — з двох «еномотій». «Еномотія» — найнижчий військовий підрозділ — складалася з 32 воїнів (4 ряди у 8 шеренг). Координуюче число — два. «Морою» командував «полемарх», «лохосом» — «лохаг», «пентекостією» — «пентікостер», «еномотією» — «еномотарх». Кількість вояків в «морі» досягало 500—900 чоловік (60-120 рядів по 8 шеренг).

### Структура армії Олександра Македонського
Батько Александра Македонського, Філіп, створив регулярну армію, що складалася з 30 000 піхоти та 3 тисяч кінноти. Для комплектації піхоти країна була розділена на 6 округів, а для комплектації кінноти — на 16 округів. Кожен округ виставляв одну одиницю: для кінноти — «ілу», для піхоти — «малу фалангу». Територіальний поділ знайшов своє відображення і в організації македонської армії: чоловіки одного округу комплектували одну певну одиницю, що збільшувало згуртованість військ.
Піхота поділялася на легку, середню і важку. Легка піхота набиралася з найбідніших верств населення і з залежних племен, озброювалася луками і дротиками. Середня піхота (гіпаспісти), була сполучною ланкою між атакуючим крилом кінноти та фалангою піхоти. Добірну частину середньої піхоти становили аргіраспіди, відзнакою яких був окутий сріблом щит. Гіпаспісти могли діяти як в зімкнутому, так і в розімкнутому строю. (По суті, саме гіпаспісти забезпечували маневрені якості македонського піхотного строю, в той час, як сарисофори, зрозуміло, підтримували його стійкість).
Важка піхота (сарисофори або фалангісти-гопліти) була опорою бойового порядку, з неї формувалася фаланга. Фаланга македонців мала в глибину 8-20 шеренг, навіть 24 шеренги, шеренга складалася з 1-2 тисяч осіб. Довжина списів шеренг постійно збільшувалася — перші шість шеренг озброювалися списами довжиною від 2 до 6 метрів в залежності від номера шеренги, таким чином досягалося шестикратне посилення на фронті. Передня шеренга несла великі щити.
Александр стандартизував фалангу. Його фаланга складалася з 16 384 чоловік. Вона будувалася в глибину по 16 шеренг, у кожній шерензі по фронту 1 024 людини. Колона з одного ряду і 16 осіб була нижчим підрозділом (лохосом). Наступні підрозділи складалися з 2, 4, 8 і 16 лохосів. Колона з 16 чоловік по фронту і 16 у глибину (256 осіб) назвалася «синтагмою» і була найменшим стройовим (тактичним) підрозділом. 16 синтагм утворювали малу фалангу, 4 малих фаланги становили велику фалангу. При необхідності підвищення стійкості фаланги ліве крило могло ставати за праве. При такій побудові фаланга складалася з 512 рядів по 32 шеренги. Координаційне число — два, як і для спартанської фаланги.
Кіннота поділялася на легку, середню (дімахі) і важку (катафрактарії). Середня кіннота була підготовлена в бою як в кінному, так і в пішому строю. Легка кіннота не мала захисного озброєння.
Македонська гвардія складалася з важкої кінноти (гетайри) і важкої піхоти (гіраспісти). Александр довів чисельність гіраспістів до 6 тис. чоловік.

### Структура армії Стародавнього Риму
У Стародавньому Римі альтернативною формою організації піхоти у фаланзі був римський легіон.
Структура легіону неодноразово змінювалася, що викликано як вдосконаленням озброєння, так і появою нових способів бойового застосування легіону.
Спочатку основою легіону була фаланга. 3000 важко озброєних піхотинців утворювали саму фалангу, а 1200 легкоозброєних — забезпечували фланги і тил. Також легіон у своєму складі мав 300 вершників. Проте ці цифри — орієнтовні. Реально в окремих боях легіон міг складатися і з 5-6 тис. чоловік. Спочатку мінімальна одиниця фаланги — маніпула складалася з 8 шеренг по 8 рядів (64 особи).
З часів Самнітських воєн (з 327 по 290 рр. до н. е.) Римляни зробили перехід від звичайної фаланги до маніпулярної. Старий поділ фаланги на сотні замінилося поділом на маніпули. Кожен легіон складався з 30 маніпул, маніпула ділилася на 2 центурії, центурія — на 6 декурії. Декурії очолював декуріон, центурію — центуріон. Командири маніпули — старший і молодший центуріони — розташовувалися на її флангах. Загальна протяжність маніпули по фронті сягала 20 м, в глибину — 15-18 м.
Місце кожного бійця визначалося в залежності від вікового розряду і з урахуванням майнового стану. Так, наймолодші та найбідніші зараховувалися в розряд велітів — легко озброєних піхотинців. Наступна група — важко озброєні — ділилася на гастатів (1200 чоловік в 10 маніпула по 120 осіб), що утворювали першу лінію, принципів (1200 чоловік в 10 маніпула по 120 осіб), що становили другу лінію і триаріїв (600 чоловік в 10 маніпула по 60 чоловік), з яких складалася третя лінія. Легко озброєні піхотинці розподілялися між маніпулами по 40 чоловік у кожній.
Складна організаційна структура легіону мала три координаційних числа — два, три і десять.
Кіннота ділилася на 10 турм по 30 вершників. Зазвичай розташовувалася по 5 турм з обох флангів першої лінії.
Легіони об'єднувалися в консульські армії — по три-чотири легіони в армії.
Введений маніпулярний бойовий порядок був вкрай важливим перетворенням у військовій справі. Легіон розчленовувався по фронту і в глибину. Десять маніпул гастатів розташовувалися так, що інтервали між ними дорівнювали ширині фронту маніпули. Маніпули другої і третьої лінії будувалися навпроти інтервалів попередньої лінії. Така побудова приводило до розриву фронту противника відразу в багатьох місцях, що для фаланги було поразкою. Третя лінія була тактичним маневреним резервом, за типом другої лінії Александра Македонського при битві при Гавгамелах.
Крім того, розчленована побудова робила легіон рухливішим. Легіон міг вести бій на будь-якій місцевості — рівнинній і пересіченій. Поєднуючи в собі всі роди військ, легіон був першою в історії тактичною одиницею, організованою відповідно до принципу різноманітності, — він був в змозі самостійно вирішувати завдання на полі бою. З іншого боку складна структура легіону і різноманіття можливих форм його застосування різко підвищували вимоги до бойової підготовки як солдатів, так і командирів усіх ступенів. Особливу роль в забезпеченні боєздатності легіону відігравали центуріони.
Маніпули були зведені в когорти (по 3 маніпули). В бою тактичної ролі не грали, а були одиницями постачання. Надалі когорта (реформи Марія, кінець 2-го століття до н. е.) стала тактичною одиницею. 1-ша лінія тепер складалася з 5 когорт (15 маніпул), друга лінія — з 5-х когорт (15 маніпул), а третя лінія — відсутня. Така побудова спростила командування легіоном, проте зменшила свободу маневрування на пересіченій місцевості. Скоротилася тактична глибина бойового порядку. Крім того, були скасовані веліти, таким чином легіон позбавлявся можливості успішної зав'язки бою та ухилення від нього. Незважаючи на гучні успіхи Марія у війнах проти кімврів і тевтонів, слід визнати, що змістом реформ було спрощення структури легіону, викликане, мабуть, погіршенням якості нижчого командного складу.
В середині 1-го століття до н. е. Юлій Цезар організував легіон на нових засадах. 10 когорт ділилися на три лінії в співвідношенні 4-3-3, крім того, до складу легіону була введена стінобитна техніка (в середньому 10 онагр і катапульт і 55 аркбаліст), а також обоз (приблизно 500 мулів). Крім того, до складу легіону додавалися легко озброєні лучники і пращники.
Чисельність легіону зросла до 6100 чоловік піхоти і 730 вершників, а з урахуванням допоміжних військ досягала 10 тис. осіб. На чолі легіонів під час Республіки стояли трибуни (4-6, по 2 на лінію), а під час Імперії — легати. Кожен легіон мав «прапор» у вигляді значка.
Легіон 1-го століття до н. е. був найдосконалішою оперативно-тактичною одиницею в стародавньому світі. Він мав здатність як вести бій самостійно, так і брати участь в операціях разом з іншими легіонами.
Надалі структура легіону серйозних змін не зазнавала. Проте, в силу різних причин, головною з яких була недостатня підготовленість римських воєначальників, відбулася відмова від третьої лінії, і поступовий перехід до тактики, характерною для фаланги. Це значно зменшувало міць легіону, так як маніпулярна побудова (і перш за все наявність розривів між маніпулами) перетворювала легіон на погану фалангу.
При розділі Римської імперії в Східній імперії було 70 легіонів, а в Західній — 63 легіони. Утримання такої кількості військ було явно поза рамками економічних можливостей держави.

### Візантійська армія
Структура візантійської армії остаточно склалася при Юстиніані. Армія складалася з особистої дружини полководця (зі змінною структурою), палацової гвардії, піхоти і кінноти. Могли додаватися також союзницькі частини (федерати). Координаційні числа для піхоти — два і три: військо поділялося на три мери по 8 000 чоловік, кожна з яких — у свою чергу — на 4 мерії по 2 000 чоловік, що у свою чергу складалися з 8 тагм по 256 чоловік. Для кінноти — три і п'ять: 3 мери по 6 000 вершників, кожна — з трьох мерій по 2 000, утворених п'ятьма тагмами змінного складу (200—400 бійців).
Хоча неважко простежити зв'язок цієї структури з класичним легіоном, слід зауважити, що «акцент» був значно зміщений в бік кінноти. Візантійські «легіони» (назва зберігалася досить довго) будувалися в дві лінії, причому в першій було 5 — 10 шеренг кінноти. З часом візантійська піхота остаточно перетворилася у допоміжні війська.

### Армії середньовічних держав
Загальний економічний і культурний занепад Середньовіччя привів до кризи організаційних структур в збройних силах. Тактичною одиницею «доменної» армії був «спис», що складався з лицаря, його зброєносців, слуг і піхотного прикриття (списоносці, лучники), ніяк не організованого без жодного бойового значення. «Списи» об'єднувалися в «знамена» різної чисельності (від 25 до 80 «списів»). 3 — 5 «знамен» становили королівську армію. В цілому, це було швидше збіговисько озброєних людей, ніж організована військова сила.
Характерне бойове шикування — «частокіл» — шеренга лицарів, за нею будуються зброєносці та решту «спису». Рідше застосовувався «клин» — побудова в колоні.
Озброєння різноманітне — списи, мечі, булави, сокири. Піхота — списи (пізніше алебарди), луки або арбалети.

### Структура армій мануфактурного періоду
Удосконалення засобів нападу, перш за все артилерії і мушкетів, призвело до зміни структури армії, в порівнянні з попередньою добою. З XV століття армії переходять на комплектування за наймом. Знову зростає роль піхоти (що обумовлено зростанням міст, економіка яких базувалася на вільному і заможному «середньому класі»). Основною ударною силою поступово стають мушкетери і легка кіннота.
Серйозних змін в структурі армії довгий час не відбувалося. Виникло поняття полку, як вищої організаційної одиниці, полк поділявся на довільну кількість рот (близько десяти), в роті від 150 до 400 осіб. Координаційне число не простежується. Як полк, так і рота не були тактичною одиницею, в ролі яких виступали квадратні колони змінного складу. В 1445 році у Франції створюються так звані ордонансові кінні роти фіксованої структури (у війську 15 рот, в роті сто списів, що складаються з лицаря, легкого кавалериста, пажа і трьох лучників).
Після винаходу мушкета процес кристалізації структури прискорився. Зникає «спис». Лук і арбалет повсюдно витісняються мушкетами. Основою управління військами стає забезпечення взаємодії мушкетерів і пікінерів.
«Угорська схема» за основну колону містила пікінерів (глибиною 80 і шириною сто чоловік). Колони шикуються в лінію. У проміжках між колонами — кіннота. Мушкетери оточують весь стрій (включаючи тил і фланги), утворюючи до шести шеренг з рядом проходів. Попереду лінії мушкетерів розміщувалася артилерія.
Іспанці будували в шаховому порядку в три лінії квадратні колони (30 шеренг) — терції. Чотири терції утворювали бригаду. Кожну колону оточувала тонка лінія мушкетерів, кіннота розміщувалася на флангах загального бойового порядку.
Нідерландський бойовий порядок був схожий на шведський, проте нідерландська бригада шикувалася в шаховому порядку в 2—3 лінії. Голландці першими відмовляються від колон і переходять до лінійної тактики. З середини XVI століття вони будуються лініями в 10, 6 або 5 шеренг. Тактичної одиницею є напівполк — 500 осіб.
Згодом частка пікінерів у військах починає скорочуватися, з'являються суто мушкетерські полки. Бойовий порядок витягується в лінію, щоб забезпечити максимальну потужність вогневого залпу. Використовувався стрій «караколе», коли перша шеренга мушкетерів, давши залп, відходить за останню (контрмаршей назад), або, навпаки, остання шеренга після залпу перший захід за неї (контрмаршей вперед). У міру розвитку тактики армія прагне до посилення одномоментного вогню: шикування в три лінії, стріляють залпами, перша — з коліна. Незважаючи на значне зовнішнє розходження не можна не помітити структурної подібності цього громіздкого і малорухливого ладу зі слабкими флангами і тилом з древньою фалангою. Як і фаланга, лінійне шикування мушкетерів володіло значною силою в обороні і використовувалося, як основа бойового порядку.
За Густава-Адольфа шведські війська отримують впорядковану структуру з координаційним числом шість (два і три). Полк підрозділяється на роти, роти — на чоти та відділення. Відділення — 6 чоловік. Рота 48 пікінерів, 54 мушкетери, 18 офіцерів — усього 120 осіб. Полк утворює організаційну одиницю. Тактичними одиницями стає фірфенгейм (батальйон) з чотирьох рот і бригада з трьох батальйонів. Лінійні батальйони шикуються в шаховому порядку. На крилах кіннота, іноді посилена мушкетерами. Кінний резерв (в три і шість шеренг) за бригадами кожній лінії. Артилерія — за обставинами. Бригада — до 180 м по фронту, ескадрон кінноти (200 кавалеристів) — 60 м. Довжина фронту армії Густава-Адольфа — до 2 км.
У Російській імперії формування регулярної армії «мануфактурного типу» пов'язують з діяльністю Петра I, який у 1699 сформував два драгунських і 27 піхотних полків (приблизно по 1 200 чоловік). Структура не була цілком визначеною: конкурували координаційні числа два і три. Цікавою особливістю російської армії було створення стратегічної кавалерії (корволант або «летючий корпус») і рання (1701 р.) поява артилерійських полків.
Шикування лінійне: дві лінії по чотири шеренги, кіннота на флангах, лінії артилерії попереду. Виділено «лінії підтримки» — тактичні резерви.

### Структура Французької армії часів Наполеонівських воєн
До революції французька армія складалася з 102 полків (з них 23 — наймані) і 12 окремих батальйонів піхоти, 62 полків кінноти, 14 батальйонів артилерії, семитисячної гвардії. Протягом 1789—1792 відбувався поступовий розпад цієї системи. 21 лютого 1793 був прийнятий декрет про злиття лінійних полків і гренадерських батальйонів — створювалися півбригади. 23 серпня того ж року прийнято закон про загальну військову повинність, в результаті чого Франція — першою серед європейських країн — перейшла на мобілізаційну систему комплектування військ.
Найнижчим підрозділом була рота з 65-90 чоловік. 9 рот, з яких дві фузілерні і одна гренадерська становили батальйон. Три батальйони утворювали півбригаду, яка замінила полк. До складу півбригади включалася батарея з 4-6 гармат. Всього в півбригаді було 2700 чоловік. Таких півбригад було створено 196. Крім того, були організовані півбригади легкої піхоти (30 одиниць).
В кінноті найнижчим підрозділом стала рота з 85-110 кавалеристів. Дві роти складали ескадрон. Полк важкої кінноти (кірасири) складався з 4-х ескадронів, а полк легкої (гусари, драгуни і кінні єгері) з 6.
В інженерному корпусі було 6 мінних та 9 саперних батальйонів.
До 1797 року вищим з'єднанням була дивізія. До складу дивізії входили 4 півбригади лінійної та 1 півбригада легкої піхоти, 1-2 полки кінноти, 1 рота пішої і 1 рота кінної артилерії. Всього в дивізії 10-12 тис. осіб.
Дивізії зводилися в армії з трьох-чотирьох дивізій. До 1794 року Республіка спромоглася виставити в поле чотирнадцять армій.
З 1798 року, за Наполеона, структура військ трохи змінилася. Скасовано півбригади. Тепер дивізія складалася з 2—4 полків (чисельністю в 2500 чоловік з 6 чотирифунтовими гарматами), одного полку легкої піхоти без артилерії, двох батарей (пішої і кінної по 6 гармат), полку кінноти. Разом 10-12 тис. осіб про 24—36 гарматах. Тактичною одиницею залишався батальйон (850 осіб) з 6 рот: 4 фузілерних, 1 гренадерської і 1 вольтіжерної.
У 1804 році Наполеон остаточно закріпив корпусну організацію своєї армії. Піхотний корпус складався з 2-5 піхотних дивізій, 1-2 кавалерійських бригад, 24-48 гармат резервної артилерії та 4 саперних рот. Існували й армії, що об'єднували довільне число корпусів, але це були скоріше адміністративні одиниці.
У 1805 дивізійна кіннота була скасована і кавалерія отримала дивізійну та корпусну організацію. Кавалерійський полк складався з 4 ескадронів. Кавалерійський корпус Мюрата, створений в 1805 містив 4 драгунських, 2 кірасирських дивізії і 3-4 кінних батареї.

### Структура армій країн-учасниць Кримської війни 1853-55
У російській армії вищим військовим з'єднанням був корпус, звичайно тридивізіонного складу. Перед Кримською війною 1854-55 армія складалася з 14 корпусів, у тому числі 3 резервних кавалерійських. Піхотна дивізія, як правило, складалася з 4 полків (близько 3,5 тис. чоловік) по 4 батальйони чотириротного складу. (Координаційне число чотири). За штатом в роті було 4 офіцери, 20 унтер-офіцерів і 230 рядових, в ескадроні — 168 осіб і 133 коней.
Польова артилерія (106 піших і 29 кінних батарей) була зведена в 28 піших і 7 кінних артилерійських бригад, а майже всі бригади — в 10 артилерійських дивізій. Інженерні війська складалися з 10 саперних батальйонів чотириротного складу і 2 кінно-інженерних дивізіонів двоескадронного складу.
У французькій армії піхотний полк (до 2 тис. чоловік) складався з 3 батальйонів. кавалерійський полк з 5 ескадронів, в ньому по штату потрібно було 850—900 чоловік. Полки зводилося в бригади і дивізії.
Турецький полк (3,5 тис. чоловік) складався з 4 батальйонів — 3 лінійних і 1 стрілецького. Батальйон складався з 8 рот штатного складу по 104 особи. Кавалерійський полк мав 6 ескадронів по 120 чоловік.
В Англії все піхотні полки (за рідкісним винятком) були однобатальйонного складу. Батальйон складався з 10 рот. Усього в полку було 800—1000 чоловік. Кавалерійський полк складався з 3-4 ескадронів. Піхотні і кавалерійські полки зводилися в дивізії.
Полки армії Сардинського королівства, що вступили у війну на боці коаліції в 1855 році, також були однобатальйонного складу. Батальйон складався з 4 рот по 125 чоловік. Полки зводилися в дивізії, в яких число полків доходило до 10. Кавалерійський полк мав 600 осіб — 4 ескадрони.

### Структура армій часів Громадянської війни в США 1861—1865
В організаційному відношенні армії Півночі і Півдня були однотипні. Основною оперативною одиницею була дивізія, що складалася з 3-х бригад двополкового складу. Тактичною одиницею був полк, у якому було 10 рот по 80-100 чоловік. 2-3 дивізії зводилися в корпуси, а корпуси (зазвичай 2), об'єднувалися в армію.

## Ієрархія

### Наземний (сухопутний) компонент
| Символ НАТО | Назва                                 | Тип формування                             | Чисельність            | Складові формування               | Головнокомандувач, командувач, командир або керівник                                                           |
| ----------- | ------------------------------------- | ------------------------------------------ | ---------------------- | --------------------------------- | --- |
|             | театр війни, театр воєнних дій        | Оперативно-стратегічнеоб'єднання           | 1 000 000 — 10 000 000 | 4+ груп армій                     | OF-10: фельдмаршал (маршал) OF-9: генерал, генерал армії, генерал-полковник                                    |
|             | група армій, армійська група, фронт   | Оперативно-стратегічне об'єднання          | 400 000 — 1 000 000    | 2+ армії                          | OF-10: фельдмаршал (маршал) OF-9: генерал, генерал армії, генерал-полковник                                    |
|             | армія, армійська група                | Оперативне об'єднання                      | 100 000 — 200 000      | 2-4 корпуси                       | OF-10: фельдмаршал (маршал) OF-9: генерал, генерал армії, генерал-полковник                                    |
|             | корпус, оперативна група              | З'єднання / оперативно-тактичне об'єднання | 20 000 — 50 000        | 2+ дивізії                        | OF-9: генерал армії OF-8 або OF-9: генерал або корпусний генерал OF-8: генерал-лейтенант або генерал-полковник |
|             | дивізія                               | З'єднання                                  | 6 000 — 25 000         | 2-4 бригади або полки             | OF-7 або OF-8: генерал-лейтенант, дивізійний генерал OF-7: генерал-майор                                       |
|             | бригада, бригадна бойова група        | З'єднання                                  | 3 000 — 5 000          | 2+ полки, 3–6 батальйонів         | OF-6: бригадний генерал OF-5: полковник (в окремих випадках)                                                   |
|             | полк                                  | Частина                                    | 1 000 — 3 000          | 2+ батальйони                     | OF-5: полковник                                                                                                |
|             | батальйон, дивізіон, ескадрон         | Частина                                    | 300 — 1 000            | 2–6 роти, батареї                 | OF-4: підполковник                                                                                             |
|             | рота, батарея                         | Частина                                    | 80 – 250               | 2+ штафелів, 2-8 взводів          | OF-3: майор OF-2: капітан                                                                                      |
|             | штафель                               | Підрозділ                                  | 40 — 160               | 2+ взводів                        | OF-2: капітан                                                                                                  |
|             | взвод, чота                           | Підрозділ                                  | 26 – 55                | 2+ відділень, секцій або машин    | OF-1: лейтенант або старший лейтенант                                                                          |
|             | секція, патруль                       | Підрозділ                                  | 8 – 24                 | 2+ солдатів                       | OR-5: сержант OR-4: капрал                                                                                     |
|             | відділення, обслуга, екіпаж, рій      | Підрозділ                                  | 8 – 12                 | 2+ солдатів або 2-3 вогневі групи | OR-5: сержант OR-4: капрал                                                                                     |
|             | вогнева або маневрова команда / група | Підрозділ                                  | 2 – 4                  | —                                 | |

### Повітряний компонент
| Символ НАТО (для порівняння з армією) | Назва у ПС США                                | Назва у ВПС СРСР / України                    | Назва у інших ПС              | Чисельність персоналу | Кількість літаків  | Складові формування                  | Командувач, командир                                                                                             |
| ------------------------------------- | --------------------------------------------- | --------------------------------------------- | ----------------------------- | --------------------- | ------------------ | ------------------------------------ | --- |
|                                       | Об'єднане командування або всі повітряні сили | Всі військово-повітряні сили                  | Всі повітряні сили            | Всі повітряні сили    | Всі повітряні сили | Всі командування                     | Генерал Повітряних Сил (США) Головний маршал авіації, маршал авіації (СРСР) Генерал, генерал-лейтенант (Україна) |
|                                       | Головне командування                          | -                                             | Командування (RAF)            | Відрізняється         | Відрізняється      | Відрізняється                        | Генерал (США) |
|                                       | -                                             | Повітряна армія / Повітряне командування ЗСУ  | Тактичні повітряні сили (RAF) | Відрізняється         | Відрізняється      | 2+ дивізії / бригади                 | Генерал-лейтенант, генерал-майор                                                                                 |
|                                       | Повітряна армія США                           | Авіаційний корпус / без відповідника у ПС ЗСУ |                               | Відрізняється         | Відрізняється      | 2+ крила /групи                      | Генерал-лейтенант, генерал-майор (США)                                                                           |
|                                       | -                                             | Дивізія / без відповідника у ПС ЗСУ           |                               | Відрізняється         | 100 — 200          | 3 полки                              | Полковник, підполковник                                                                                          |
|                                       | Крило                                         | Бригада                                       | Група (RAF)                   | 1000 — 5000           | 48 — 200           | 2+ групи / крила                     | Бригадний генерал (США) Полковник                                                                                |
|                                       | Група                                         | Полк                                          | Крило або станція (RAF)       | 300 — 1000            | 17 — 48            | 3-4 ескадрильї / 3-10 ланок          | Полковник |
|                                       | Ескадрилья                                    | Ескадрилья                                    |                               | 100 — 300             | 7 — 16             | 3-4 ланки                            | Підполковник, майор                                                                                              |
|                                       | Ланка                                         | Ланка, загін                                  | Штафель (Люфтваффе)           | 20 — 100              | 3 — 4 ; 4 — 6      | 2+ секцій та обслуговуючий персонал  | Майор, капітан                                                                                                   |
|                                       | -                                             | -                                             | Наземний штафель (Люфтваффе)  | 40 — 160              | 6 — 12             | 1-2 секції та обслуговуючий персонал | Капітан |
|                                       | Відділення або секція                         | -                                             |                               | 10 — 40               | -                  | -                                    | Молодший офіцер або сержант                                                                                      |
|                                       | Наряд                                         | -                                             |                               | 8 — 12                | -                  | -                                    | Сержант |
|                                       | Екіпаж                                        | Екіпаж                                        |                               | 2 — 4                 | -                  | -                                    | Молодший офіцер або сержант                                                                                      |

### Морський компонент
| Назва                                                            | Типи військових кораблів                 | К-сть в/кораблів                                        | Головнокомандувач, командувач, командир або керівник                  |
| ---------------------------------------------------------------- | ---------------------------------------- | ------------------------------------------------------- | --------------------------------------------------------------------- |
| ВМС, ВМФ, Адміралтейство                                         | в/кораблі держави                        | 2+ флотів                                               | адмірал флоту або гросс-адмірал                                       |
| Флот                                                             | усі в/кораблі на океані або на ТВД       | 2+ бойовий флот або оперативна група                    | адмірал                                                               |
| бойовий флот або оперативна група або авіаносне ударне з'єднання | велике угруповання в/кораблів усіх типів | 2+ оперативна група                                     | віце-адмірал                                                          |
| оперативна група або тактична група                              | формування в/кораблів одного типу        | 2+ оперативна група або ескадра                         | контр-адмірал                                                         |
| ескадра або тактична група                                       | формування бойових кораблів одного типу  | невелике угруповання в/кораблів                         | контр-адмірал або комодор або капітан-командор або адмірал флотилії   |
| флотилія або тактична група                                      | угруповання в/кораблів одного типу       | невелике угруповання в/кораблів одного або схожого типу | контр-адмірал або комодор або капітан-командор або адмірал флотилії   |
| тактична група або бойовий корабель                              | в/корабель                               | 1                                                       | капітан I рангу або капітан II рангу або комодор або капітан-командор |